# Alicia Melina
Alicia Melina Winter geb. Kummer (* 24. Juni 1988 in Buchholz in der Nordheide, Deutschland) ist eine deutsche Partyschlagersängerin und Boxerin.

## Gesangskarriere
Ihren musikalischen Anfang machte Alicia Melina im Mai 2014 mit ihrem ersten Song Let’s do the Samba.
Im September 2015 veröffentlichte sie vier eigene Songs: Crazy Guys, El Ritmo del Dia, Boom Boom I Like It und Dance Dance Dance. Alle Lieder wurden bei Team 33 Studio Mallorca von Luis Rodriguez produziert.
Im Mai 2018 wurde ihre Mallorca-Party-EP im Genre Pop/Schlager veröffentlicht mit den fünf Songs 6 große Bier, Wir wollen feiern, Hier sind wir zu Haus, Mega Leute und ihrem Lied zur Fußball-WM 2018 Wer ist der Meister. Auch diese Lieder wurden alle bei Team 33 Studio Mallorca von Luis Rodriguez, Philippe Escano, Sarah Dauber und Julian Reim produziert, dazu kam Anfang 2019 noch die Produktion des Songs Wir sind so Geil!
Mitte 2019 produzierte Alicia Melina bei Sucellos Audio in Zusammenarbeit mit Summerfield Records den Song Unter 5% ist kein Alkohol. Mit diesen Hits trat sie im August 2019 u. a. an der Platja de Palma beim „Panjabi-Club“ auf.
Anfang 2021 veröffentlichte Alicia Melina in Zusammenarbeit mit Hitmix Music den von Erich Öxler komponierten Song „Saufen ist unser Sport“ und im Oktober 2021 den bei Sucellos Audio in Zusammenarbeit mit Summfield Movies produzierten Song „Öffne mal das Bier“.
Im Mai 2022 hat sie den von Florian Apfl geschriebenen und von Michael Matuschek bei Sucellos Audio produzierten Song „Komm erzähl mir von MALLE“ veröffentlicht.
Seit 2023 ist Alicia Melina Mitglied des Hamburger Gesangs-Duos „Luxusproblem“. Im März 2023 veröffentlichte „Luxusproblem“ seinen ersten Song „Tornado im Zug“ und im April 2023 den zweiten Song „Superheld“. Beide Songs wurden von Tim Bayer bei Tonhaus Music Production GmbH Hamburg produziert und in Zusammenarbeit mit Kontor New Media Music (im Auftrag von Xtreme Sound Recordings) veröffentlicht. Im Juli 2023 ist der Song „Anzeige ist Raus“ und im August 2023 der Song „Ich packe meinen Koffer“ des Duos „Luxusproblem“ durch das Label HitMix von Claudia Schmitz veröffentlicht worden. Auch diese beiden Songs wurden von Tim Bayer bei Tonhaus Music Production GmbH Hamburg produziert.

## Miss Schleswig-Holstein
Im Jahr 2013 wurde Alicia Melina zur Miss Schleswig-Holstein 2014 gekürt.

## Profiboxkarriere
Nachdem Alicia Melina sich sieben Jahre lang in verschiedenen Kampfsportarten orientiert hatte, gab sie am 26. Juli 2014 ihr Debüt als Profiboxerin.
- Box Debüt 26. Juli 2014: Gegnerin Helena Tosnerova, in Kaarst, Sieg durch TKO
- 2. Kampf 26. September 2014: Gegnerin Roxana Tenea, in Berlin, Sieg durch TKO
- 3. Kampf 3. Oktober 2014: Gegnerin Zuzana Schmiedova, in Hangelsberg, Sieg durch TKO
- 4. Kampf 18. Oktober 2014: Gegnerin Jaroslava Kocourkova, in Hamburg, Sieg durch KO
- 5. Kampf 28. Februar 2015: Gegnerin Laura Janauskaite, in Hamburg, Sieg durch KO
- 6. Kampf 18. April 2015: Gegnerin Gabriela Olahova, in Fürstenwalde, Sieg durch TKO
- 7. Kampf 20. Juni 2015: Gegnerin Jekaterina Lecko, in Hamburg, Sieg durch KO
- Deutschland GBA weiblich Leichtgewicht Titel (Deutsche Meisterin der GBA)
- 8. Kampf 2. Oktober 2015: Gegnerin Martha Patricia Lara, in Hamburg, Sieg nach Punkten
- WBA International Title (International Champ der WBA)
- GBU Intercontinental Championship (Intercontinental Champ der GBU)
- WIBF Intercontinental Championship (Intercontinental Champ der WIBF)
- 9. Kampf am 31. Oktober 2015: Gegnerin Derya Saki, in Hamburg, Niederlage nach Punkten
- GBC Weltmeisterschaft im Leichtgewicht
- 10. Kampf am 5. März 2016: Gegnerin Ladislava Holubova, in Hamburg Sieg durch TKO
- 11. Kampf am 30. April 2016: Gegnerin Zsofia Bedo, in Buchholz Sieg nach Punkten
- GBC Weltmeisterschaft im Halbweltergewicht
- GBU Weltmeisterschaft im Halbweltergewicht
- WIBF Weltmeisterschaft im Halbweltergewicht
- 12. Kampf am 29. April 2017: Gegnerin Timea Belik, in Hamburg Sieg nach Punkten
- GBC Weltmeisterschaft im Halbweltergewicht
- GBU Weltmeisterschaft im Halbweltergewicht
- WIBF Weltmeisterschaft im Halbweltergewicht
- WIBA Weltmeisterschaft im Halbweltergewicht
- 13. Kampf am 20. Januar 2018: Gegnerin Lina Tejada, in Buchholz Sieg nach Punkten[15]
- GBC Weltmeisterschaft im Halbweltergewicht
- GBU Weltmeisterschaft im Halbweltergewicht
- WIBF Weltmeisterschaft im Halbweltergewicht
- WIBA Weltmeisterschaft im Halbweltergewicht
- 14. Kampf am 16. März 2019: Gegnerin Prisca Vicot, in Buchholz Sieg nach Punkten[16]
- GBC Weltmeisterschaft im Halbweltergewicht
- WIBA Weltmeisterschaft im Halbweltergewicht
- UBO Weltmeisterschaft im Halbweltergewicht
- UBF Weltmeisterschaft im Halbweltergewicht
- 15. Kampf am 1. Juli 2023: Gegnerin Mariami Nutsubidze, in Bernau/Berlin Sieg durch KO in der 3. Runde

## Box-Titel
- Internationale Deutsche Meisterin der GBA im Leichtgewicht 20. Juni 2015
- WBA International Meisterin im Leichtgewicht 2. Oktober 2015
- WIBF InterContinental Meisterin im Leichtgewicht 2. Oktober 2015
- GBU InterContinental Meisterin im Leichtgewicht 2. Oktober 2015
- WIBF Weltmeisterin im Halbweltergewicht 30. April 2016, verteidigt am 29. April 2017, verteidigt am 20. Januar 2018[17]
- GBU Weltmeisterin im Halbweltergewicht 30. April 2016, verteidigt am 29. April 2017, verteidigt am 20. Januar 2018
- GBC Weltmeisterin im Halbweltergewicht 30. April 2016, verteidigt am 29. April 2017, verteidigt am 20. Januar 2018, verteidigt am 16. März 2019
- WIBA Weltmeisterin im Halbweltergewicht 29. April 2017[18], verteidigt am 20. Januar 2018, verteidigt am 16. März 2019
- UBO Weltmeisterin im Halbweltergewicht 16. März 2019[19]
- UBF Weltmeisterin im Halbweltergewicht 16. März 2019[20]

## Sonstiges
Alicia Melina ist gelernte Bilanzbuchhalterin und lebt in Buchholz. Am 24. März 2019 geriet sie in die Schlagzeilen, da die Hamburger SoKo Autoposer ihren Sportwagen Audi R8 stilllegte.

## TV-Auftritte
Im Februar 2017 war sie als Kandidatin in der VOX Sendung Shopping Queen und als Laiendarstellerin in der Sat.1-Pseudo-Doku Auf Streife Berlin zu sehen. Zudem nahm sie im August 2017 an Ninja Warrior Germany – Die stärkste Show Deutschlands teil. 2018 war sie in Berichten zu ihrer Weltmeisterschaftstitelverteidigung bei RTL Nord und Sat1 Regional zu sehen. Außerdem stand sie als Protagonistin in der Doku Powerfrauen – Wir schlagen uns durch bei RTL2 Exklusiv – Die Reportage vor der Kamera. 2019 war sie als Kandidatin in der 2. Staffel der Reality-Show Get the F*ck out of my House bei Pro7 und in der ersten Staffel der ProSieben-Sendung Renn zur Million … wenn Du kannst! dabei. Im Oktober 2020 war sie Teilnehmerin der 5. Staffel von Ninja Warrior Germany bei RTL.
Im April und Mai 2022 war Alicia Melina als Kandidatin in der Sendung „Liebe im Sinn“ – Das Heiratsexperiment – auf SAT1 zu sehen und hat in der letzten Sendung geheiratet. Zusammen mit ihrem Mann war sie zum Thema „Verrückt verliebt – Meine Liebesgeschichte ist außergewöhnlich!“ im November 2022 mehrfach bei Britt – Der Talk im Nachmittagsprogramm von SAT1 zu sehen.